# 16 Cygni
16 Cygni (16 Cyg) è un sistema stellare triplo che si trova a circa 70 anni luce dalla Terra nella costellazione del Cigno. È composto da due nane gialle simili al Sole e da una nana rossa.
Nel 1996 attorno a 16 Cygni B è stato scoperto un pianeta extrasolare con orbita molto eccentrica, che è stato denominato 16 Cygni Bb.

## Distanza
La parallasse delle due stelle più luminose è stata misurata come parte del programma Hipparcos. Per 16 Cygni A è risultata una parallasse di 46,25 milliarcosecondi e 46,70 milliarcosecondi per 16 Cygni B. Comunque, dato che le due componenti sono unite è ragionevole pensare che si trovino alla stessa distanza e che la lieve differenza di misurazione sia dovuta ad un errore di misurazione. Usando la parallasse della componente A la distanza risulta essere 21,6 parsec, la parallasse della componente B porta invece a una distanza di 21,4 parsec.

## Componenti del sistema
16 Cygni è un sistema triplo gerarchico. A e C formano una binaria con una separazione prevista di 73 UA. Gli elementi orbitali della coppia A-C non sono noti.

Ad una distanza di 860 UA da A c'è la terza componente 16 Cygni B. L'orbita di B rispetto alla coppia A-C non è del tutto determinata: orbite plausibili stimano un periodo che va da 18200 a 1,3 milioni di anni, con un semiasse maggiore tra le 877 e le 15180 UA.
A e B sono entrambe nane gialle, analoghe al nostro Sole e con masse simili, solo leggermente maggiori. L'età stimata delle stelle varia leggermente da fonte a fonte ma probabilmente le stelle di 16 Cygni sono molto più vecchie del nostro Sole, circa 10 miliardi di anni.
16 Cygni C è molto più debole delle altre due e potrebbe essere una nana rossa.

## Sistema planetario
Nel 1996 un pianeta extrasolare con orbita molto eccentrica è stato scoperto attorno alla componente B. Il pianeta ha un periodo orbitale di 798,5 giorni e un semiasse maggiore di 1,68 UA.
Come la maggior parte dei pianeti extrasolari scoperti in quegli anni è stato scoperto con il metodo della velocità radiale, il quale indica solo un limite inferiore sulla stima della massa del pianeta: in questo caso 1,64 masse gioviane.
| Pianeta | Tipo            | Massa    | Periodo orb.       | Sem. maggiore | Eccentricità | Scoperta |
| ------- | --------------- | -------- | ------------------ | ------------- | ------------ | -------- |
| Bb      | Gigante gassoso | >1,64 MJ | 798,5 ± 1,0 giorni | 1,693 UA      | 0,681        | 1996     |